# Zwegabin
Zwegabin (Kwekabaw) (Phlou: ခွဲါက္ၜင် ; barmsky ဇွဲကပင်တောင်; S'gaw Karen ကွဲၢ်ကဘီကစၢၢ်) je hora v Myanmaru. Nachází se v jižní části země, v Karenském státě, asi 450 km jižně od hlavního města Neipyijto. Vrchol Zwegabinu je 722 metrů nad hladinou moře.
Terén kolem hory Zwegabin je na severozápadě rovinatý a na jihovýchodě kopcovitý. Hora Zwegabin je nejvyšším bodem regionu. Oblast kolem hory je poměrně hustě osídlená, na 1 km2 zde žije 155 obyvatel. Nejbližší větší město Hpa-an je 8,2 km severozápadně od hory Zwegabin. V okolí hory je zemědělská půda a přirozená vegetace.

## Galerie

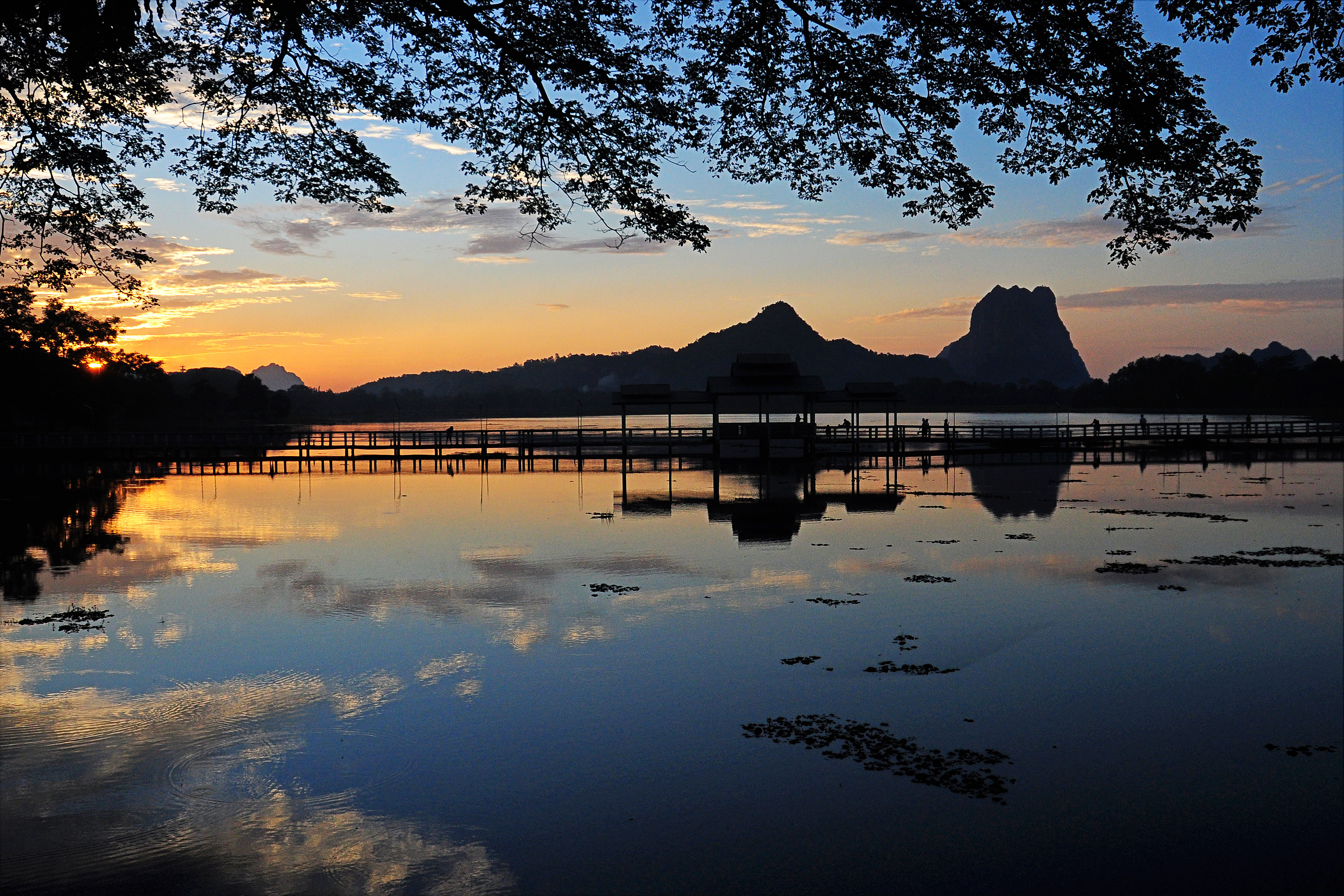
Jezero Kan Thar Yar a hora Zwegabin ve městě Hpa-anu v Karenském státě v Myanmaru (2011)
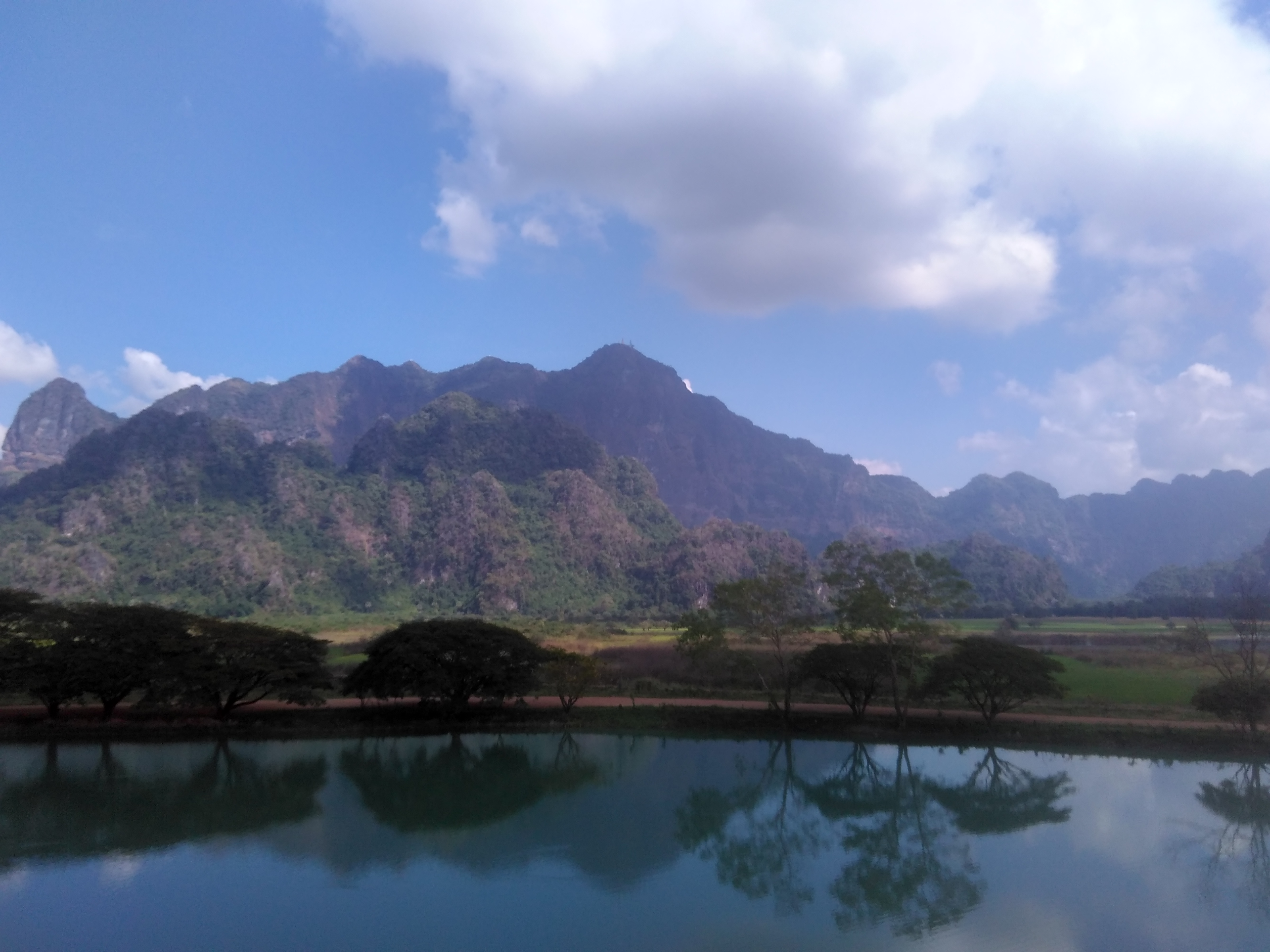
Pohled od pagody Kyaut Ka Latt (2017)
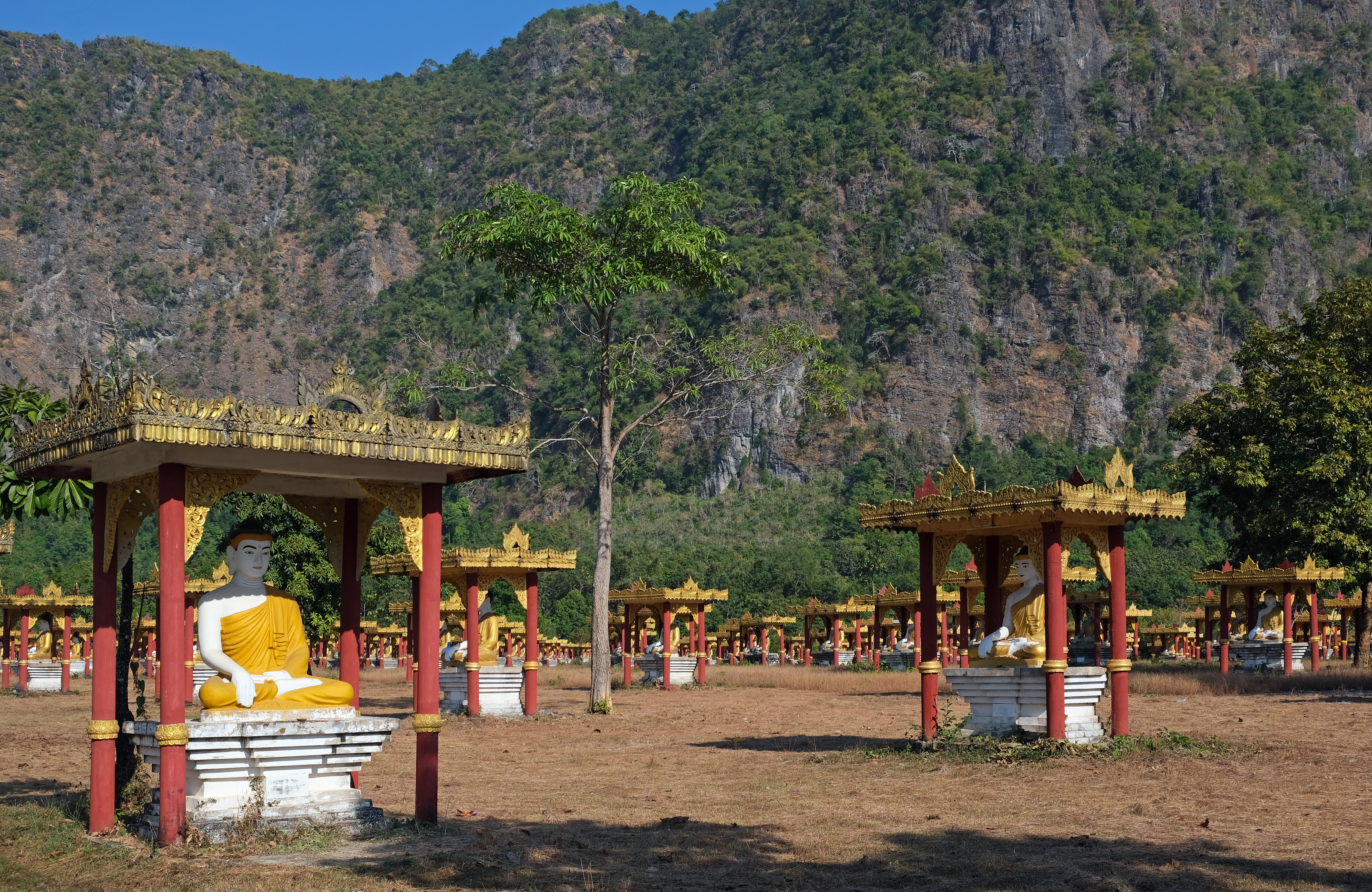
Zahrada Lumbini se sochami Buddhy, poblíž schodů vedoucích na vrchol hory Zwegabin – v pozadí (2019)
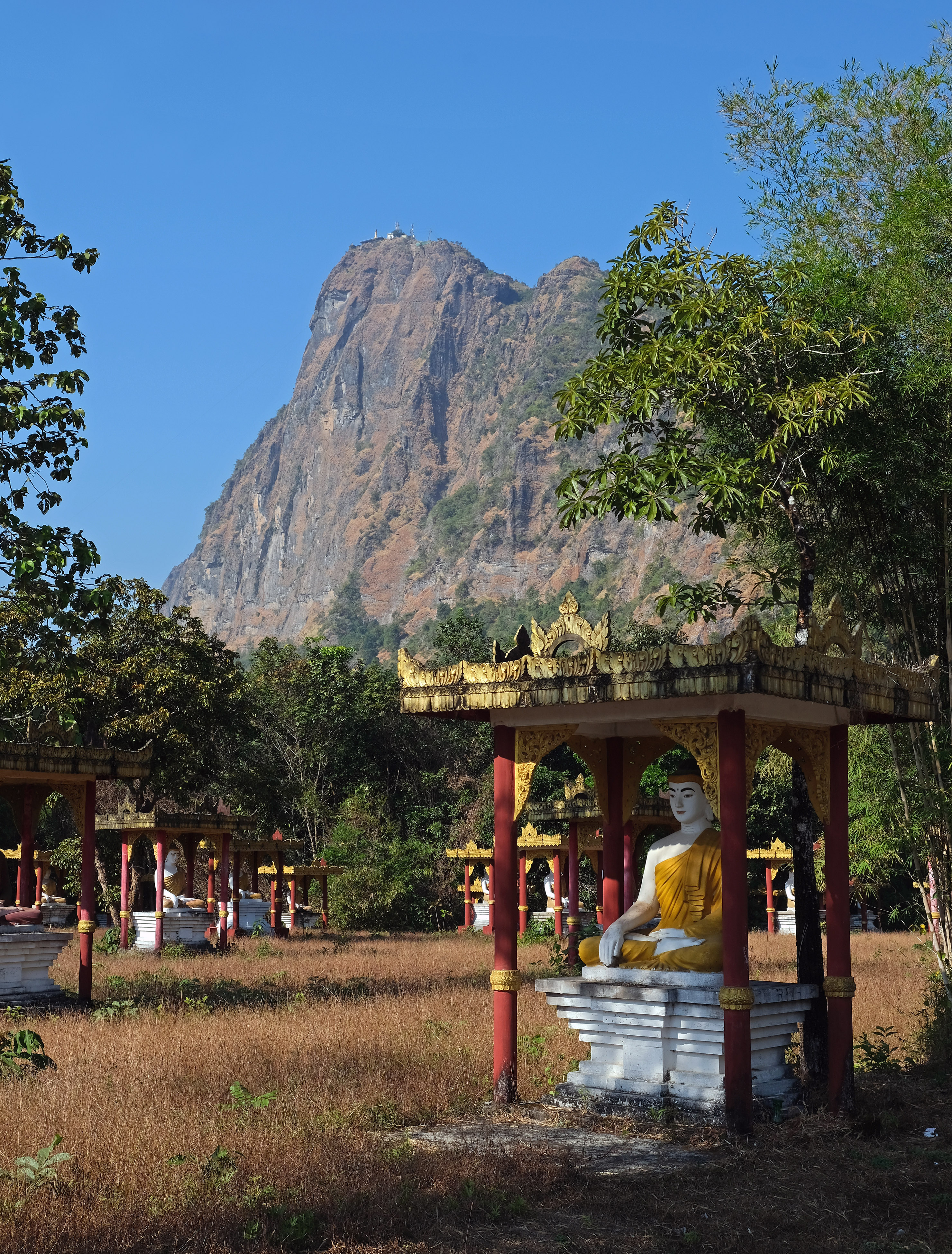
Zahrada Lumbini se sochami Buddhy, poblíž schodů vedoucích na vrchol hory Zwegabin, kde jsou budovy buddhistického kláštera (2019)